# Arctesthes kaikourensis
Arctesthes kaikourensis är en fjärilsart som beskrevs av Louis Beethoven Prout 1939. Arctesthes kaikourensis ingår i släktet Arctesthes och familjen mätare. Inga underarter finns listade i Catalogue of Life.